# Keith Campbell
Pour les articles homonymes, voir Campbell.
Keith Campbell, né le 23 mai 1954 à Birmingham en Grande-Bretagne et mort le 5 octobre 2012 à Nottingham, est un biologiste britannique spécialiste du clonage animal et principalement connu pour avoir, avec Ian Wilmut et son groupe du Institut Roslin à Édimbourg en Écosse, réalisé le premier clonage de mammifère avec la brebis Dolly en 1996.

## Biographie
Keith H. S. Campbell est né en Angleterre et réalise sa thèse à l'université de Dundee en Écosse. Il travaille ensuite au Roslin Institute à partir de 1990 avec Ian Wilmut. À partir de 2006, Campbell est professeur de développement animal à l'université de Nottingham.

## Apports scientifiques
En 1996, Keith Campbell participe au clonage de Dolly à partir d'une cellule somatique issue de la glande mammaire d'une brebis adulte et d'un ovocyte énuclé marque un progrès technologique fondamental dans le clonage animal.